# Чимина (Калабрия)
Вижте пояснителната страница за други значения на Чимина.
Чимина̀ (на италиански: Ciminà) е село и община в Южна Италия, провинция Реджо Калабрия, регион Калабрия. Разположено е на 313 m надморска височина. Населението на общината е 589 души (към 2012 г.).